# Marcello Bartolucci
Mons. Marcello Bartolucci (9. dubna 1944, Bastia Umbra) je italský římskokatolický kněz a arcibiskup.

## Život
Narodil se 9. dubna 1944 v Bastia Umbra. Filosofii a teologii studoval v semináři v Assisi. Na kněze byl vysvěcen 9. listopadu 1968 biskupem Giuseppme Placidem Maria Nicolinim. Z Papežské lateránské univerzity získal doktorát z teologie a diplom z pastorální teologie. Poté na Papežské univerzitě sv. Tomáše Akvinského získal licentiát z kanonického práva.
Po vysvěcení působil v mnohých službách pro diecézi. Roku 1977 vstoupil do Kongregace pro blahořečení a svatořečení, do služby v Úřadu soudního ministerstva. V návaznosti na reformu kongregace a procesu v roce 1983 spolupracoval s různými nadřízenými.
Za více než dvacet let byl pověřen vypracováním dekretů o ctnostech, mučednictví a zázrakách, pro publikaci "Acta Apostolicae Sedis" a to jak v italštině tak i v latině. Staral se o psaní beatifikačních a kanonizačních papežských bul v italštině. Poté sloužil jako sekretář Komise pro revizi obřadu blahořečení.
Dne 14. července 2007 byl jmenován podsekretářem Kongregace pro blahořečení a svatořečení. Tuto funkci vykonával do 29. prosince 2010 kdy byl papežem Benediktem XVI. ustanoven sekretářem stejné kongregace a zároveň titulárním arcibiskupem bevagnanským. Biskupské svěcení přijal 5. února 2011 z rukou papeže Benedikta XVI. a spolusvětiteli byli kardinálové Angelo Sodano a Tarcisio Bertone.